# Mangifera blommesteinii
Mangifera blommesteinii este o specie de plantă din familia Anacardiaceae, arealul său de răspândire fiind Indonezia și Malaezia.